# Dunnellon
Dunnellon est une ville américaine située dans le comté de Marion en Floride.

## Démographie
| 1890 | 1900 | 1910  | 1920  | 1930  | 1940  |
| ---- | ---- | ----- | ----- | ----- | ----- |
| 532  | 700  | 1 227 | 1 185 | 1 194 | 1 066 |

| 1950  | 1960  | 1970  | 1980  | 1990  | 2000  |
| ----- | ----- | ----- | ----- | ----- | ----- |
| 1 110 | 1 079 | 1 146 | 1 427 | 1 624 | 1 898 |

| 2010  | - | - | - | - | - |
| ----- | - | - | - | - | - |
| 1 733 | - | - | - | - | - |

Selon le recensement de 2010, Dunnellon compte 1 733 habitants. La municipalité s'étend sur 6,51 milles carrés (16,86 km2), dont 6,23 milles carrés (16,14 km2) de terres.